# Néfiach
Néfiach en francés y oficialmente, Nefiac en catalán, es una  localidad y comuna, situada en el departamento de los Pirineos Orientales, región de Occitania y comarca histórica del Rosellón, situada en el valle del río Têt de Francia.
Sus habitantes reciben el gentilicio de nefiachois en francés o nefiaquenc, nefiaquenca en catalán.

## Demografía
| 807 | 830 | 746 | 713 | 835 | 789 |
| Para los censos de 1962 a 1999 la población legal corresponde a la población sin duplicidades (Fuente: INSEE [Consultar]) |     |     |     |     |     |